# MOST (język)
MOST – język programowania opracowany w Katedrze Metod Numerycznych Uniwersytetu Wrocławskiego (autorami byli Jan Jerzy Szczepkowicz i Stefan Paszkowski, także Lidia Zajchowska) i we Wrocławskich Zakładach Elektronicznych „Elwro” na potrzeby komputerów Odra 1003 (wersja języka MOST 1) i Odra 1013 (MOST F). Litera „F” w nazwie tej drugiej wersji autokodu sygnalizowała dostosowanie go do wykorzystania pamięci ferrytowej komputera 1013, której nie było jeszcze w Odrach 1003.